# شهرستان ماهاسکا (آیووا)
شهرستان ماهاسکا، آیووا (به انگلیسی: Mahaska County, Iowa) شهرستانی در ایالات متحده آمریکا است که در آیووا واقع شده‌است.

## خصوصیات
شهرستان ماهاسکا ۱٬۴۸۴٫۰۷ کیلومترمربع مساحت دارد.